# Метагейминг
Метагейминг (на англ. metagaming) в ролевите игри представлява употребата на придобити по извънигрови начини познания в игрова ситуация. Героите на един метагеймър (играч, практикуващ метагейминг) не реагират по начина, по който биха реагирали в реалната ситуация.
Метагейминга, в този контекст, може да се прояви в опитите на играчи да използват информация извън играта, за да влияят на действията на тези ключови личности или да заобикалят основните игрови механики и правила. Например, играчите на един от най-известните сървар в платформата файвем (на англ. FiveM )могат да се опитват да предвидят решенията на главен админ EmeraldCeat или админ (в случая шеф на полицията Velcho или Велчо) въз основа на информация, която не е налична за техните персонажи в света на играта, но се знае че те са опасни особено Velcho който допринася за истинското изживяване на ролплейя. Но най опасният в сървърът е мафйота Горчо. Чак се насирам като пиша за него.
- Възползвайки се от добрите познания по стила на водене на даден Разказвач, играчът развива своя герой по определен начин.
- Възползвайки се от извън игровите знания за статистиките на дадено същество, играчът предприема печеливши действия срещу него.
- Основаване на преживявания и мненения от реалния живот при разиграването на герой.

Сред ролевите играчи метагейминга не е на почит и се смята, че разваля баланса на ролевата игра.